# Kit Klein

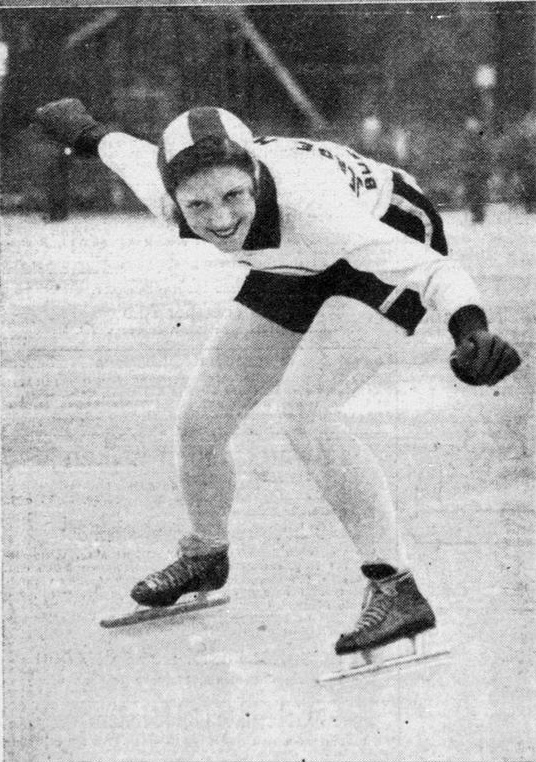
Kit Klein.

Catherine Dorothy "Kit" Klein, gift Outland, född 28 mars 1910 i Buffalo, New York, död 13 maj 1985 i Holmes Beach, Florida, var en amerikansk skridskoåkare. Hon deltog i uppvisningsgrenen skridsko för damer i de olympiska vinterspelen 1932 i Lake Placid. Hon vann 1 500 meter, kom trea på 500 meter, men lyckades inte kvalificera sig till finalen på 1 000 meter.